# 長江俊和
長江 俊和（ながえ としかず、1966年2月11日- ）は、日本のテレビディレクター、ドラマ演出家、脚本家、小説家、映画監督。大阪府吹田市出身。フェイクドキュメンタリー、ホラー、サスペンスものを得意とするが、バラエティ、コメディなども手がける。代表作は『放送禁止』、『富豪刑事シリーズ』など。

## 映像作品

### テレビドラマ

#### 連続ドラマ
- TOKYO23区の女（1996年、フジテレビ） - 演出
- Dの遺伝子 Fiction Documentary（1997年、フジテレビ） - 企画・脚本・チーフ演出
- サイバー美少女テロメア（1998年、テレビ朝日） - 監督（4-6話)
- 千年王国III銃士ヴァニーナイツ（1999年、テレビ朝日） - 監督（11-12話、18-20話）
- スターぼうず（2001年、BS-i） - 監督
- 富豪刑事（2005年、テレビ朝日） - チーフ演出
- 富豪刑事デラックス（2006年、テレビ朝日） - チーフ演出
- 歌のおにいさん（2009年、テレビ朝日） - チーフ演出
- eveのすべて（2012年、フジテレビ） - 監督
- 慰謝料弁護士〜あなたの涙、お金に変えましょう〜（2014年、読売テレビ） - チーフ演出
- 五つ星ツーリスト〜最高の旅、ご案内します!!〜（2015年、読売テレビ） - 監督
- 東京二十三区女（2019年、WOWOW）- 原作・監督・脚本
- アイゾウ 警視庁・心理分析捜査班（2022年、フジテレビ） - 監督
- 恋愛禁止（2025年〈予定〉、読売テレビ・日本テレビ） - 原作・監督[1]

#### 単発・オムニバスドラマ
- 学校の怪談 春の呪いスペシャル（2000年、フジテレビ） - 演出
- 木曜の怪談'97 妖怪新聞（1997年、フジテレビ） - 演出
- 世にも奇妙な物語 春の特別編「午前2時のチャイム」（2007年、フジテレビ） - 演出
- ツジツマ（2008年、テレビ朝日） - 演出
- ミッドナイト・ホラーシアター 第7話「皆殺しの天使」（2011年、フジテレビワンツーネクスト） - 演出
- 月曜ゴールデン 漬けモノ学者・竹之内春彦　京都殺人100選（2012年、TBS） - 演出
- シンドラ 集合住宅の恐怖（2014年、フジテレビ） - 監督

### 映画
- エンマ（2006年） - 監督
- 阿波DANCE（2006年） - 監督
- 放送禁止 劇場版 「密着68日 復讐執行人」（2008年） - 企画・脚本・監督
- ニッポンの大家族 Saiko! The Large family 放送禁止 劇場版（2009年） - 企画協力
- パラノーマル・アクティビティ 第2章 TOKYO NIGHT（2010年） - 脚本・監督
- 行方不明（2012年） - 脚本
- 不安の種（2013年） - 監督・脚本
- 放送禁止 洗脳〜邪悪なる鉄のイメージ（2014年） - 監督・脚本
- ホラーの天使（2016年） - 監督・脚本

### その他
- NONFIX（不定期、フジテレビ）
- 奇跡体験!アンビリバボー（1997年〜 、フジテレビ） - 構成・ディレクター
- SMAP×SMAP特別編 「香取慎吾 2000年1月31日」（1999年12月13日、フジテレビ） - 監督
- 放送禁止シリーズ（2003年〜 、フジテレビ） - 企画・脚本・監督
- ゴーストシステム（2003年、OV） - 原作・脚本・監督
- 横浜エイティーズ（2004年、配信ドラマ） - 監督
- 実録心霊シリーズ 殺害現場心霊ファイル -東京都O市Fトンネル-（2004年、OV） - 監督
- 渋谷怪談 サッちゃんの都市伝説（2004年、配信ドラマ） - 監督
- 画ニメ エコエコアザラク（2007年、OVA） - 監督
- 本当は怖い童謡（2008年、OV） - 監督
- トラウマQ 笑ふ生首（2011年、OV） - 脚本・監督
- トラウマQ かなりヤバイ家（2011年、OV） - 脚本・監督
- SHARE（2014年8月30日、フジテレビ）
- 痛快TV スカッとジャパン（2014年〜2022年、フジテレビ） - ドラマ演出
- 今夜はナゾトレ（2016年〜 、フジテレビ）- ディレクター
- アイアムアヒーロー はじまりの日（2016年4月9日、dTV配信ドラマ） - 監督・脚本

## 著作

### 単著
- 『ゴーストシステム』（2002年11月 角川ホラー文庫 / 【改題・改稿】禁忌装置 2018年12月 角川ホラー文庫）
- 『出版禁止』（2014年8月 新潮社 / 2017年8月 新潮文庫）
- 『掲載禁止』（2015年 新潮社 / 2018年2月 新潮文庫）
  - 収録作品 ： 原罪SHOW / マンションサイコ / 斯くして、完全犯罪は遂行された / 杜の囚人 / 掲載禁止
- 『放送禁止』（2016年3月 角川ホラー文庫）
- 『東京二十三区女』（2016年9月 幻冬舎 / 2018年10月 幻冬舎文庫）
- 『検索禁止』（2017年4月 新潮新書）
- 『出版禁止 死刑囚の歌』（2018年8月 新潮社 / 2021年2月 新潮文庫）
- 『東京二十三区女 あの女は誰？』（2019年5月 幻冬舎文庫）
- 『恋愛禁止』（2019年12月 角川書店 / 2023年1月 角川ホラー文庫）
- 『出版禁止 いやしの村滞在記』（2021年8月 新潮社 / 【改題】出版禁止 ろろるの村滞在記 2024年2月 新潮文庫）
- 『掲載禁止 撮影現場』（2023年10月 新潮文庫）
- 『時空に棄てられた女 乱歩と正史の幻影奇譚』（2024年2月 講談社）

### アンソロジー収録作品
- 「杜の囚人」 （2011年、小説新潮3月号掲載、「Mystery Seller」（2012年2月 新潮文庫）収録）
- 「原罪SHOW」 （2011年、小説新潮8月号掲載、講談社刊「ザ・ベストミステリーズ2012」収録、「怪談　黄泉からの招待状」（2012年8月 新潮文庫）再収録）
- 「例の支店」 （「あなたの後ろにいるだれか 眠れぬ夜の八つの物語」（2021年7月 新潮文庫nex）収録）